# Pfarrkirche Anras

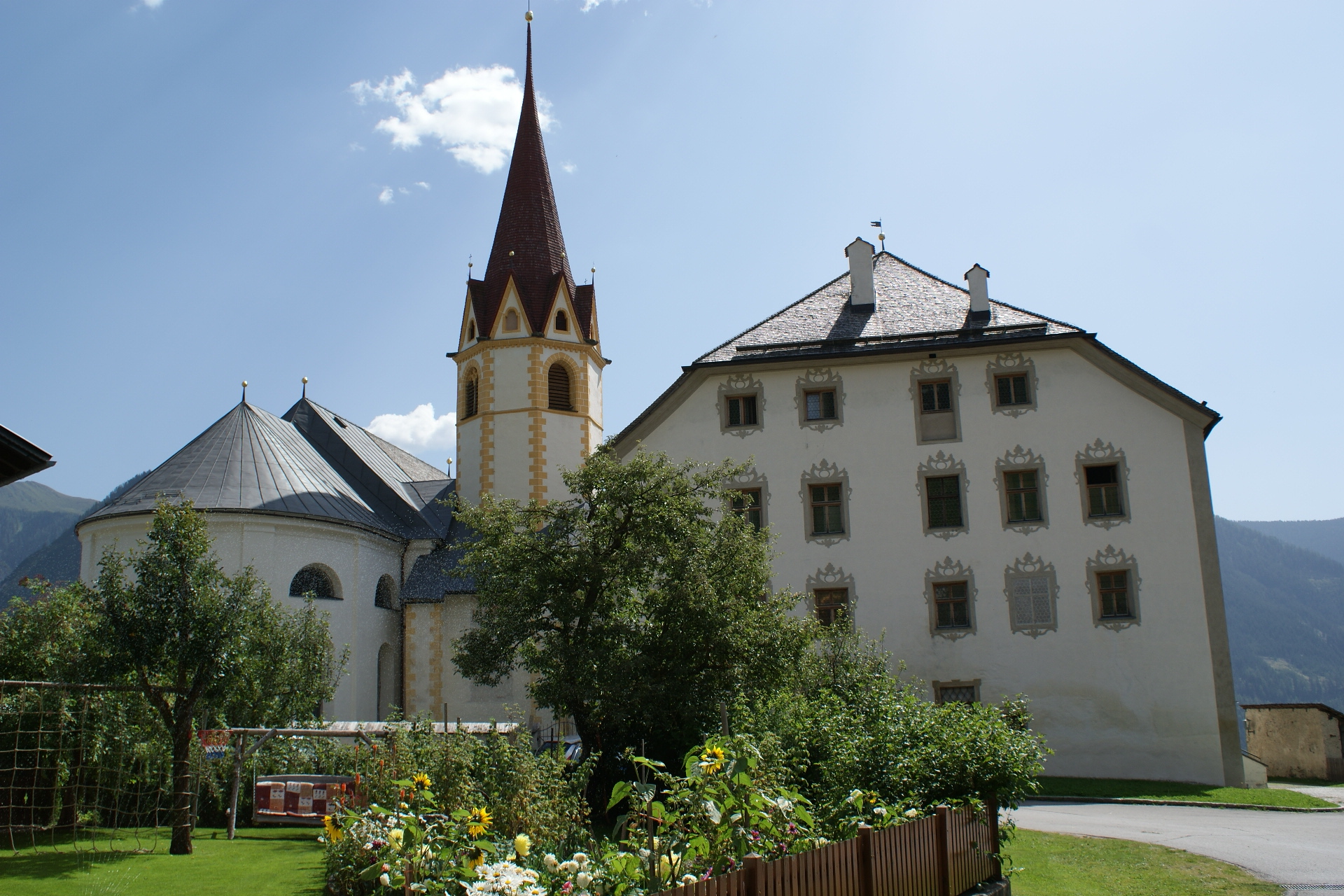
Katholische Pfarrkirche hl. Stephanus baulich mit dem Pfleghaus verbunden in Anras

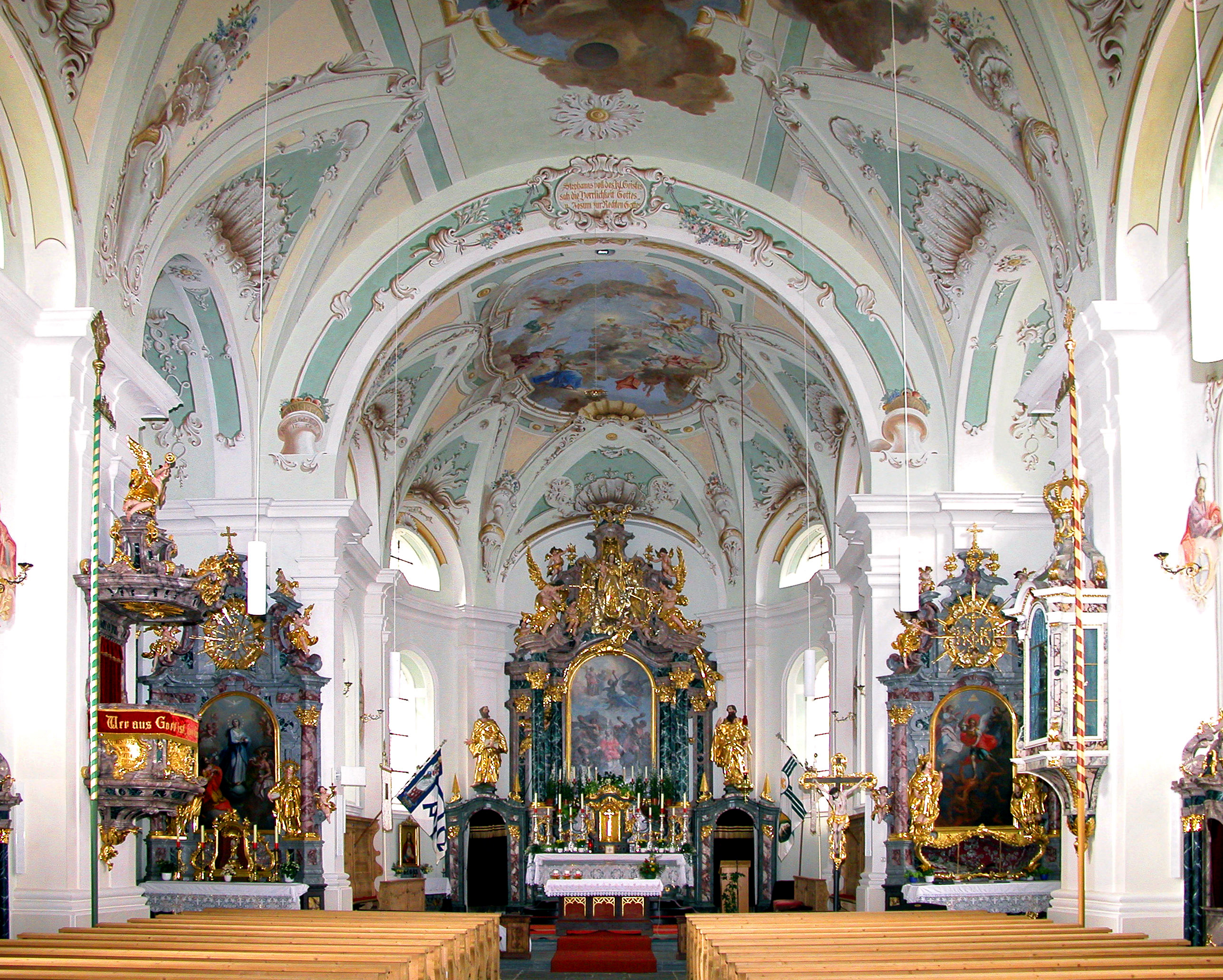
Langhaus, Blick zum Chor

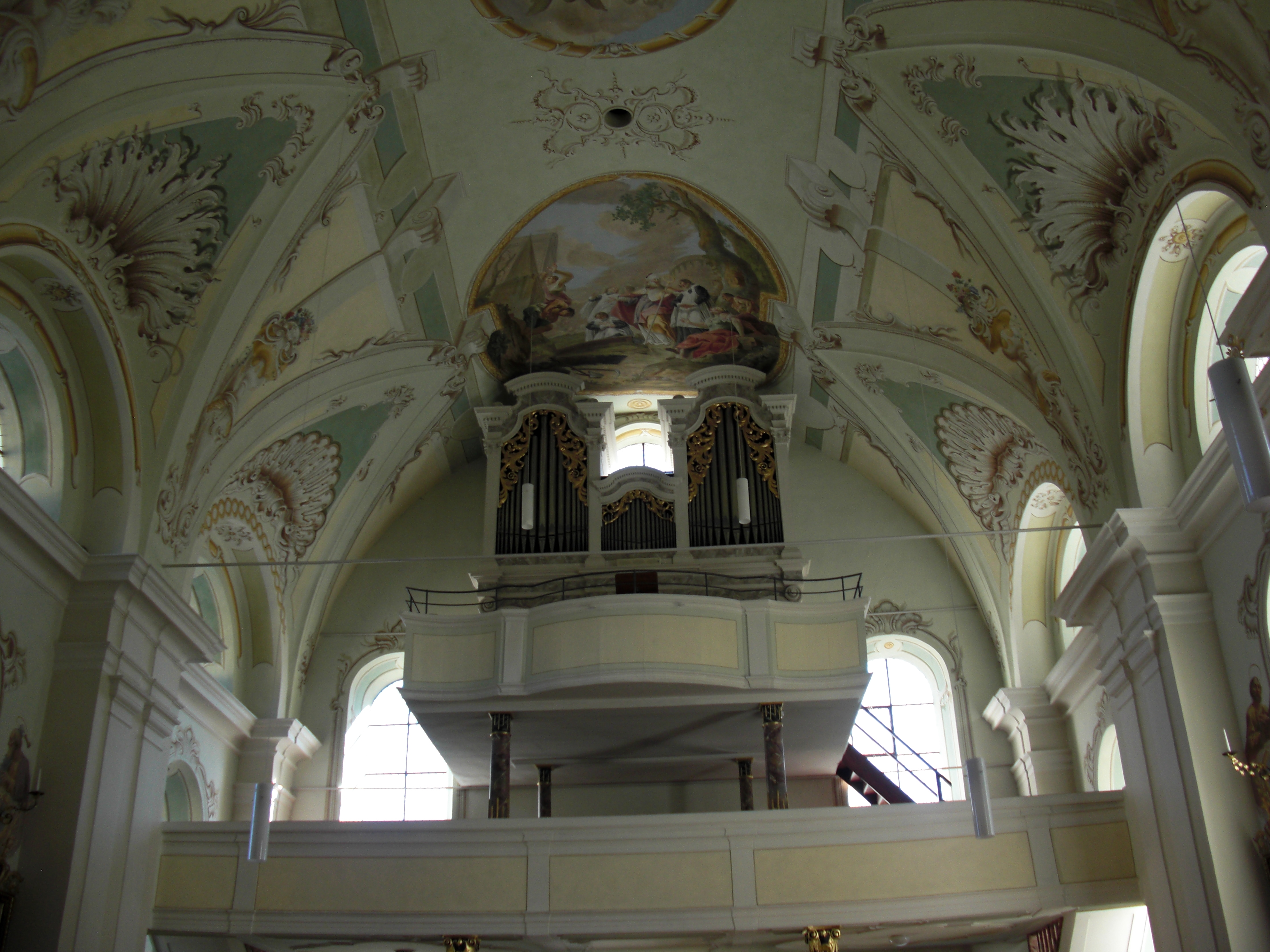
Langhaus, Blick zur Orgel

Die römisch-katholische Pfarrkirche Anras steht in etwas erhöhter Lage am zentralen Platz in der Gemeinde Anras im Bezirk Lienz im Bundesland Tirol. Die dem Patrozinium hl. Stephanus unterstellte Pfarrkirche gehört zum Dekanat Sillian in der Diözese Innsbruck. Die Kirche steht unter Denkmalschutz (Listeneintrag).

## Geschichte
Urkundlich wurde um 1180 ein Pfarrer genannt. 1751 wurde Franz de Paula Penz als Baudirektor beauftragt, 1753 erfolgte die Grundsteinlegung, 1756 die Benedizierung und 1762 die Kirchweihe.

## Architektur
Der spätbarocke Saalbau bildet im Verband mit der ehemaligen romanischen Kirche und dem Pfleghaus und der ehemaligen Gerichtslinde ein reizvolles Bauensemble.
Der breite mächtige nach Norden orientierte Kirchenbau unter einem Satteldach zeigt breite Pilaster, das Querschiff vor dem Chor ist wenig vorspringend, Langhaus und Querschiff haben einen Sockel, der eingezogene Chor hat eine Rundapsis. Das südliche Hauptportal ist rundbogig, ostseitig gibt es ein Seitenportal. Die südliche Hauptfront zeigt gemalte Pilaster und Umrahmungen von Tor und Fenster und zeigt das Bild Glorie des hl. Stephanus von Martin Knoller 1754.
Das Kircheninnere zeigt ein einschiffiges vierjochiges Langhaus, das vierte Joch ist querschiffartig erweitert, unter einem Tonnengewölbe auf kräftigen Wandpfeilern mit Doppelpilastern. Der Triumphbogen ist rundbogig. Der eingezogene einjochige Chor unter einem Stichkappengewölbe hat einen halbrunden Schluss und eine Pilastergliederung, die rundbogigen Fenster haben darüber Lunettenfenster und dazwischen ein verkröpftes Hauptgesims, das alle Raumteile zusammenschließt. Die Doppelempore steht auf Säulen.
Die Gewölbemalereien schuf Martin Knoller als sein erstes großes selbständiges Werk 1754, mit Dekorationsmalerei am gesamten Gewölbe, darunter gemalte Stichkappen im Langhaus, mit Bildern, im Chor Anbetung der Hostie, im Langhaus Aufnahme des hl. Stephanus unter die Heiligen des Himmels und die Auffindung seines Grabes, weiters an den Wänden von Langhaus und Chor Halbfiguren der Zwölf Apostel auf Wolken.

## Ausstattung
Die Altäre entstanden um 1756, die Statuen und Entwürfe der Aufbauten schuf Josef Stapf, die Bilder malte Anton Zoller. Der Hochaltar hat einen Aufbau aus Säulen, geschwungenen Gebälkstücken und einen stark bewegten Auszug mit Figuren sowie Opfergangsportale, das Hochaltarbild zeigt die Steinigung des hl. Stephanus, er trägt die seitlichen Statuen der Heiligen Peter und Paul und im Auszug Maria mit Kind und Engelsfiguren. Die ähnlichen Seitenaltäre zeigen links das Bild Maria Immaculata und die Statuen Joachim und Anna sowie rechts das Bild Engelsturz und die Statuen Sebastian und Florian. Über der Mensa sind Reliquien des hl. Märtyrers Felicianus.
Der spätgotische Michaels-Altar aus 1513 schuf ein Kärntner Bildschnitzer, die Malerei schuf Peter Peisch, der Schrein mit einem Kielbogenabschluss trägt die Figur hl. Michael mit Schwert und Seelenwaage, an den Flügeln innen die Reliefs Sebastian und Katharina, an den Außenseiten die Malerei Florian und Barbara, an den Flügeln der Predella gemalt, innen Nikolaus und Leonhard, außen Silvester und Margaretha und zu beiden Seiten des Predellenschreins olivgrüne Blattrankenmalerei.
In Vitrinen an der Wand gibt es die Figuren Maria mit Kind als kärntnerische Arbeit um 1520 und Schutzengel aus dem 18. Jahrhundert. Die Bilder hl. Johannes Nepomuk und hl. Aloysius schuf Martin Knoller 1754. Das Heilige Grab und eine barocke Bretterkrippe entstanden in der zweiten Hälfte des 18. Jahrhunderts.
Das Orgelgehäuse entstand um 1830 in barocken Formen mit einem dreiteiligen Prospekt, das heutige Werk schuf Reinisch-Pirchner 1968.